# Gerard De Geer (1893–1992)
Gustaf Gerard De Geer af Finspång, född den 16 februari 1893 i Malmö, död den 11 februari 1992 i Stockholm, var en svensk friherre och militär.

## Biografi
De Geer avlade studentexamen i Stockholm 1912. Han blev underlöjtnant vid Svea livgarde 1914, löjtnant där 1918, kapten där 1929 och major där 1937. Han genomgick Krigshögskolan 1923–1925, var biträdande militärattaché i Paris 1926–1927, lärare vid Infanteriofficersskolan 1928–1929, kadettofficer vid Krigsskolan 1929–1934 och observatör i Palestina 1948. De Geer befordrades till överstelöjtnant vid Bohusläns regemente 1942 och till överste 1948. Han var adjutant hos kronprinsen 1938–1950 och överadjutant hos hos denne efter tronbestigningen 1950–1973. De Geer blev kammarherre 1948 och var ceremonimästare och rikshärold 1951–1972. Han blev riddare av Svärdsorden 1935 och av Vasaorden 1948 samt kommendör av Nordstjärneorden 1954 och kommendör av första klassen av samma orden 1959.

### Familj
Gerard De Geer, som tillhörde ätten De Geer af Finspång, var son till majoren Gustaf De Geer och grevinnan Augusta von Rosen. Han gifte sig 1929 med Madeleine Carleson (1901–1983), dotter till kammarrättsrådet, finansminister Conrad Carleson och friherrinnan Theresine Cederström. Makarna vilar i hans familjegrav på Norra begravningsplatsen utanför Stockholm.